# Alexandre Martínez i Medina
Alexandre Martínez i Medina (Reus, Baix Camp, 1952) és un economista i polític català que fou diputat al Parlament de Catalunya en la VIII legislatura.